# レオナルド AW249
AW249 フェニーチェ
- 用途：対地攻撃
- 分類：攻撃ヘリコプター
- 製造者：レオナルド
- 運用者： イタリア（イタリア陸軍）
- 初飛行：2022年8月12日[1]
- 生産数：52機[注 1]（調達予定機数）[2]
- 運用状況：試験中

レオナルド AW249 フェニーチェ（イタリア語: Leonardo AW249 Fenice）は、イタリアのレオナルドが開発した攻撃ヘリコプター。愛称のフェニーチェはイタリア語で「フェニックス」を意味する。
イタリア陸軍が1990年から運用する、A129 マングスタの後継機として開発された。

## 運用史
2017年1月にレオナルドはイタリア陸軍と4億8,700万ユーロで開発契約を締結し、試作機1機および先行量産機3機が製造されることとなった。開発機は、新型観測護衛ヘリコプター（イタリア語: Nuovo Elicottero da Esplorazione e Scorta、略称：NEES）と呼ばれ、計画全体での開発費は約27億7,000万ユーロと見積もられた。
試作初号機（機体番号：CSX82069）は、2022年8月12日にロンバルディア州のヴェルジャーテ工場で初飛行した。レオナルドは、2024年6月にフランスのパリで開催されたユーロサトリにおいて、実機を初公開してメディアブリーフィングを実施している。
イタリア陸軍では48機の調達を計画しており、量産機は2027年からの納入を予定している。

## 機体構成

### 機体
AW249は生存性が重視されており、低被発見性と赤外線やレーダー探知に対する低露出、高運動性を有するほか、重要コンポーネントの分散配置、装甲の徹底による被弾に対する耐性を備えている。
機体は、前後2席配列のタンデム複座型コックピットを有し、胴体中央左右にスタブウイングを配置して兵装類の搭載が可能となっている。
メインローターは5枚ブレードで、先端部がわずかに下方へ折り曲げられており、テールローターは十字交差の4枚ブレードで、テールブーム後端に立てられたフィン頂部右舷に取り付けられている。なお、トランスミッションなどの駆動系統はAW149から流用されている。
エンジンは開発初期段階では、アメリカ合衆国のゼネラル・エレクトリック製T700とフランスのサフラン製アネトが検討され、2021年2月にT700の採用が決定した。胴体上部側面左右に1基ずつ搭載している。

## 武装
固定武装として、機首下面にオート・メラーラ製TM197B 20mm機関砲を装着したターレットを装備。
スタブウイングには、計6か所のハードポイントが設けられており、スパイクなどの対戦車ミサイルのほか、AIM-9などの空対空ミサイルも搭載可能となっており、武装は左右非対称での搭載も可能である。

## 採用国
イタリア
- イタリア陸軍[2]

## 性能諸元
出典: Rivista italiana difesa N. 3 2024-03、Leonardo AW249
諸元
- 乗員: 2名
- 全長: 17.63 m (57 ft 10 in)
- 全高: 4.26 m (14 ft 0 in)
- ローター直径: 14.60 m (47 ft 11 in)
- 有効搭載量: 2,800 kg (6,200 lb)
- 最大離陸重量: 8,300 kg (18,300 lb)
- 動力: アヴィオ・アエロ製CT7-8E6 ターボシャフト、 （2,500 hp）   × 2

性能
- 巡航速度: 287 km/h (155 kn)
- 航続距離: 796 km (430 nmi)
- 実用上昇限度: 6,096 m (20,000 ft)

### 武装
- 固定武装

- TM197B 20mm機関砲×1

- ミサイル

- 短射程空対空ミサイル

- AIM-92
- AIM-9

- 対戦車ミサイル

- スパイク

- ロケット弾

- ハイドラ70